# Tamina Kallert

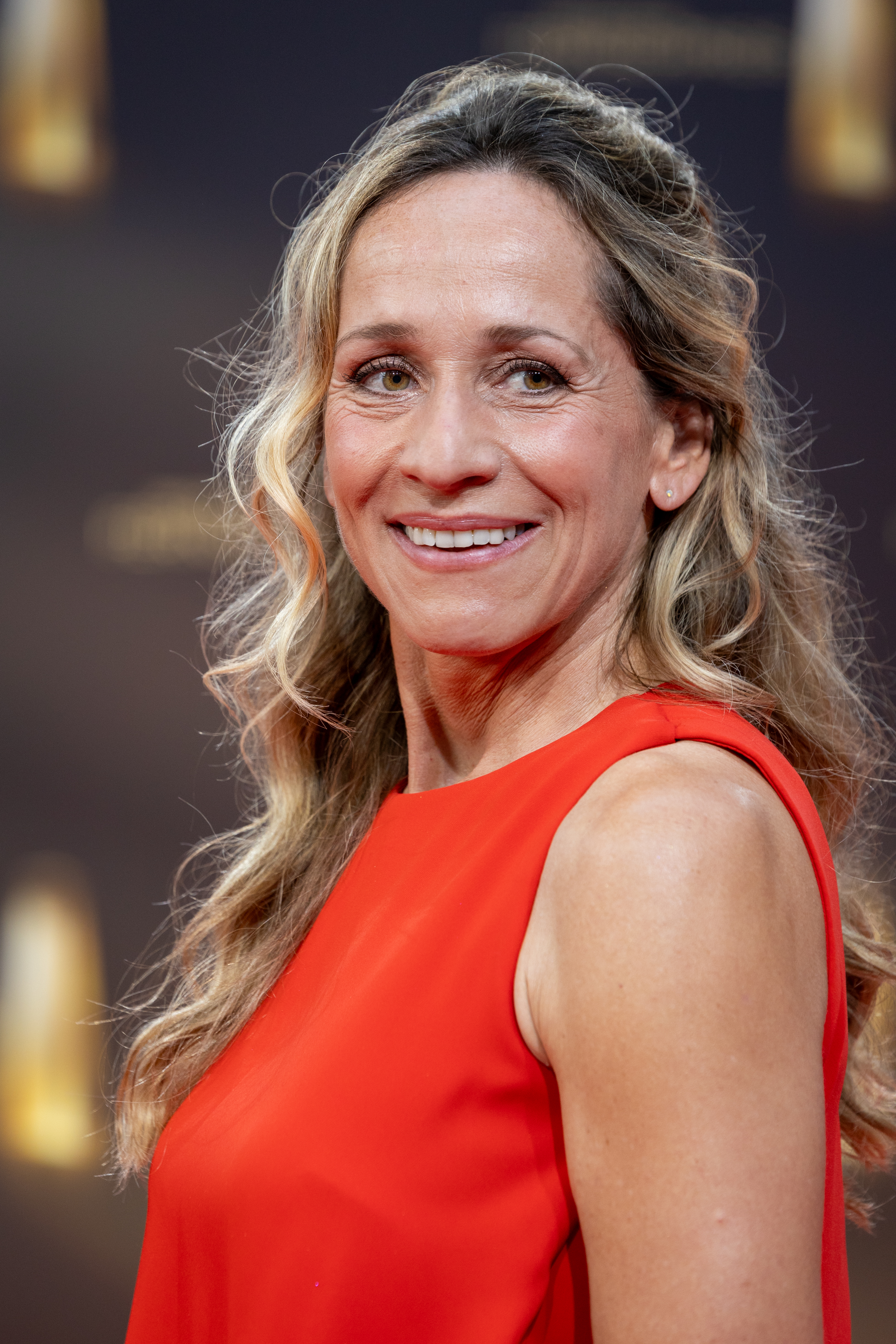
Tamina Kallert (2023)

Tamina Kallert (* 24. Juni 1974 in Freiburg im Breisgau) ist eine deutsche Journalistin und Fernsehmoderatorin.

## Werdegang
Tamina Kallert besuchte in Freiburg die Waldorfschule. Nach dem Abitur studierte sie Anglistik und Geschichte in Freiburg und Köln. Nach Auslandsaufenthalten in den USA, der Ukraine und Indien absolvierte sie 1995 ein Praktikum beim WDR.
Als Reporterin arbeitete sie für das WDR-Jugendmagazin Lollo Rosso. Sie präsentierte die Lifestyle-Sendung Gimmi Feif, das ARD-Sommerprogramm Mallorca Life und das WDR-Magazin Boulevard Europa. Im Herbst 1999 wechselte sie zu ProSieben und arbeitete als Redakteurin und Reporterin für Die Reporter. Von 2000 bis 2003 moderierte sie das Reisemagazin Abenteuer & Reisen TV für das DSF. Von 2004 bis 2007 moderierte Tamina Kallert die Fernsehsendung Wunderschönes… Seit 2008 ist Kallert in vielen Ausgaben des WDR-Reisemagazins Wunderschön! zu sehen (früher Wunderschöne Regionen, sowie Wunderschönes NRW, moderiert von Bernd Müller). Außerdem präsentierte sie beim WDR von 2004 bis 2010 die Sendung Tiergeschichten, und seit 2015 2 für 300. Im September 2016 moderierte sie zusammen mit Daniel Hope die vom WDR organisierte Veranstaltung Eurovision Young Musicians 2016 in Köln.
In der Folge über das Sauerland von Wunderschön spielt sie Geige.

## Privates
Tamina Kallert ist mit dem Schweizer Journalisten Nik Niethammer verheiratet, mit ihm hat sie einen Sohn und eine Tochter.

## Bücher
- Mit kleinem Gepäck – Wunderschöne Geschichten vom Reisen. Heyne Verlag, 2018, ISBN 978-3-579-08720-7
- Und dann kommt das Meer in Sicht – Wunderschöne Reisegeschichten vom Aufbrechen und Ankommen. Kösel-Verlag, 2022, ISBN 978-3-466-37281-2